# Čoahpejávri
Čoahpejávri är en sjö i Norge och Finland.   Den finländska delen ligger i landskapet Lappland. Čoahpejávri ligger 681 meter över havet. Omgivningarna runt Čoahpejávri är i huvudsak ett öppet busklandskap.